# Simone Velasco
Simone Velasco (ur. 2 grudnia 1995 w Bolonii) – włoski kolarz szosowy.

## Osiągnięcia
Opracowano na podstawie:

2013
- 1. miejsce w Trofeo Città di Loano
- 2. miejsce w Trofeo Guido Dorigo
- 1. miejsce w Gran Premio dell’Arno

2014
- 2. miejsce w Trofeo Edil C

2015
- 1. miejsce w Coppa della Pace
- 2. miejsce w Gran Premio di Poggiana
- 2. miejsce w GP Capodarco
- 1. miejsce w Ruota d’Oro

2019
- 1. miejsce w Trofeo Laigueglia
- 1. miejsce na 3. etapie Settimana Internazionale di Coppi e Bartali
- 3. miejsce w Coppa Sabatini

2021
- 1. miejsce na 3. etapie Tour du Limousin
- 2. miejsce w Tour du Jura

2023
- 1. miejsce na 3. etapie Volta a la Comunitat Valenciana

## Rankingi
| Rok             | 2014 | 2015 | 2016  | 2017  | 2018 | 2019 | 2020 | 2021 | 2022 | 2023 | 2024 |
| --------------- | ---- | ---- | ----- | ----- | ---- | ---- | ---- | ---- | ---- | ---- | ---- |
| World Ranking   |      |      | 1391. | 1033. | 470. | 131. | 253. | 136. | 368. | 93.  | 156. |
| UCI Europe Tour | 419. | 73.  | 1063. | 745.  | 345. | 108. | 208. | 116. | 295. | 72.  | 127. |
| UCI Asia Tour   | -    | -    | -     | -     | 531. |      |      |      |      |      |      |
|                 |      |      |       |       |      |      |      |      |      |      |      |
| Źródło: UCI     |      |      |       |       |      |      |      |      |      |      |      |